# Лось Євдокія Яківна
Євдокія Яківна Лось (біл. Еўдакі́я Я́каўлеўна Лось, 1929—1977) — білоруська радянська письменниця. Член Спілки письменників СРСР (1957).

## Біографія
Народилася 1 березня 1929 року в селянській родині у с. Старина Ушацького району Вітебської області.
У 1934 році сім'я переселилася в Ушачі. Після закінчення Ушацької семирічної школи Євдокія навчалася на шкільному відділенні Глибоцького педагогічного училища (1945—1948). У 1955 році закінчила філологічний факультет Мінського державного педагогічного інституту імені М. Горького.
Працювала у видавництвах білоруської молодіжної газети «Чырвоная змена», дитячої газети «Зорька» (1951—1952), редактором Навчально-педагогічного видавництва Білоруської РСР (1952—1959). У 1960 році закінчила Вищі літературні курси в Москві. З 1961 року — редакторка Навчально-педагогічного видавництва Білоруської РСР, літературний співробітник білоруської газети «Звязда», з 1963 року — на творчій роботі. У 1970—1972 роках — відповідальний секретар журналу «Работніца и сялянка». У 1975—1977 роках — головний редактор дитячого журналу «Вясёлка».

## Творчість
Дебютувала у поезії в 1948 році (полоцька газета «Більшовицький прапор», журнал «Работніца и сялянка»). Відома як лірична поетеса, авторка дитячої прози і поезії. Віршовані твори Євдокії Лось перекладено російською, українською, литовською мовами. Музику на тексти її віршів створювали В. Оловніков, Г. Вагнер, Д. Камінський, Ю. Семяняко, Д. Смольський. Переклала білоруською мову книгу віршів С. Баруздіна «Країна, де ми живемо» (1977).

### Поетичні збірки
- біл. «Сакавік» («Березень») (1958)
- біл. «Палачанка» («Полочанка») (1962)
- біл. «Людзі добрыя» («Люди добрі») (1963)
- біл. «Хараство» («Благодать») (1965)
- біл. «Яснавокія мальвы» («Ясноокі мальви») (1967)
- біл. «Вянцы зруба» (выбранае) («Вінки рубок (вибране)») (1969)
- біл. «Перавал» (вершы и паэмы) («Перевал (вірші та поеми)») (1971)
- біл. «Галінка з яблыкам» («Гілочка з яблуком») (1973)
- біл. «Лірыка» («Лірика») (1975)
- біл. «Лірыка ліпеня» (вершы и паэмы) («Лірика липня (вірші та поеми)») (1977)
- біл. «Валошка на мяжы» (выбранае) («Волошка на межі (вибране)») (1984)

### Збірки віршів для дітей
- біл. «Абутая елачка» («Одягнена ялинка») (1961)
- біл. «Казка пра Ласку» («Казка про Ласку») (1963)
- біл. «Вяселікі» («Веселики») (1964)
- біл. «Зайчык-выхваляйчык» («Зайчик-хвалько») (1970)
- біл. «Дванаццаць загадак» («Дванадцать загадок») (1974)
- біл. «Смачныя літары» («Смачні літери») (1978)

### Збірки оповідань
- біл. «Пацеркі» («Намистини») (1966)
- біл. «Травіца брат-сястрыца» («Травиця братик-сестриця») (1970)
- біл. «Дзесяць дзён у Барку» («Десять днів у Барку») (1984)

### Вибране
- біл. «Выбранае: у 2 кнігах» («Вибране: у 2 книгах») (1979)
- біл. «І каласуе даўгалецце : Вершы» («І колоситься довголіття: Вірші») (1998)

## Нагороди та звання
- Орден «Знак Пошани»
- Почесна грамота Президії Верховної Ради Української РСР
- Почесна грамота Президії Верховної Ради Латвійської РСР

## Пам'ять
Ім'ям Євдокії Лось названо вулицю у Вітебську й надано Ушацькій районній бібліотеці. У Вітебську біля обласної бібліотеки встановлено пам'ятник поетесі.